# کینان کمپا
کینان کمپا (Keenan Kampa) (زاده ۳ فوریه ۱۹۸۹) رقاص باله و بازیگر اهل کشور آمریکا است. از فیلم‌هایی که وی در آن ایفای نقش کرده می‌توان بسیار حساس را نام برد.